# Albert Mosse
Albert Mosse (Grodzisk Wielkopolski, 1º ottobre 1846 – Berlino, 31 maggio 1925) è stato un giurista e giudice regionale superiore tedesco.
È stato consulente legale del governo Meiji in Giappone

## Biografia
Mosse è nato in una eminente famiglia ebrea a Grodzisk Wielkopolski, in Prussia nel Granducato di Poznań. Suo padre, il dottor Markus Mosse, era un noto medico e il più illustre dei suoi sei fratelli era Rudolf Mosse.
Mosse ha frequentato il gymnasium di Lissa e di Goben. Studiò poi giurisprudenza all'Università di Berlino nel 1865 grazie al sostegno finanziario dei suoi fratelli maggiori, e superò il primo esame di stato nel 1868 e il secondo nel 1873. Fu volontario nella guerra franco-prussiana del 1870–1871.
Divenne giudice assistente nel 1875 e gradualmente elevato alla carica di giudice del tribunale di contea a Spandau nel 1876. Alla fine, fu nominato giudice del tribunale di stato a Berlino, che era la posizione più alta a cui un ebreo poteva accedere all'epoca in Germania.
Nel 1882, su richiesta del governo tedesco, Mosse incontrò il futuro primo ministro del Giappone, Itō Hirobumi e il suo gruppo di funzionari governativi e studiosi, che erano in tournée in Europa per ricercare varie forme di governi in stile occidentale, e tenne una serie di conferenze sul diritto costituzionale. Mosse è accreditato di aver convinto Ito Hirobumi che la costituzione monarchica in stile prussiano era la più adatta per il Giappone.
Nel 1886, Mosse è stato invitato in Giappone per un contratto di tre anni come consigliere straniero nel governo giapponese per assistere Ito Hirobumi e Inoue Kowashi alla stesura della Costituzione dell'Impero del Giappone. In seguito, ha lavorato su altre importanti bozze legali, accordi internazionali e contratti ed è stato consigliere di gabinetto presso il Ministero dell'interno, assistendo il Primo ministro Yamagata Aritomo nella definizione delle bozze di legge e dei sistemi per il governo locale. Ha vissuto in Giappone dal 1886 al 1890.
Dopo aver lasciato il Giappone, Mosse si stabilì a Königsberg per diventare giudice della corte suprema dello stato. Gli fu conferito un dottorato honoris causa dall'Università di Königsberg nel 1903 e, durante l'anno successivo, divenne professore onorario lì per il diritto processuale civile e diritto commerciale. Dopo il suo pensionamento nel 1907, tornò a Berlino dove prestò servizio nel consiglio comunale e consigliò l'amministrazione municipale di Berlino su varie questioni legali. Ha preso parte agli affari pubblici della comunità ebraica.